# كين هاشيموتو
كين هاشيموتو (باليابانية: 橋本健) هو بروفيسور ياباني، ولد في 19 يونيو 1931 في نيغاتا في اليابان، وتوفي في 9 نوفمبر 2017 في آن آربر في الولايات المتحدة.